# Miss Singapour
Miss Singapour est un concours de beauté annuel tenu à Singapour. 
Différentes jeunes femmes peuvent être représentantes de Singapour aux concours de Miss Univers, Miss Monde, Miss Terre et Miss international.

## Miss Singapore Universe
| Année | Nom                      | Notes                    |
| ----- | ------------------------ | ------------------------ |
| 1954  | Marjorie Wee             |                          |
| 1955  | No representative        |                          |
| 1956  | No representative        |                          |
| 1957  | No representative        |                          |
| 1958  | Marion Willis            |                          |
| 1959  | No representative        |                          |
| 1960  | No representative        |                          |
| 1961  | No representative        |                          |
| 1962  | Julie Koh                |                          |
| 1963  | No representative        |                          |
| 1964  | Vera Wee                 | (withdrew)               |
| 1965  | Alice Woon Yoke Kwee     |                          |
| 1966  | Margaret van Meel        |                          |
| 1967  | Ong Mei-Lee              |                          |
| 1968  | Yasmin Saif              |                          |
| 1969  | Mavis Young Siew Kim     |                          |
| 1970  | Cecilia Undasan          |                          |
| 1971  | Jenny Ser Wang Wong      |                          |
| 1972  | Jacqueline Hong Han Ghim |                          |
| 1973  | Debra Josephine de Souza |                          |
| 1974  | Angela Teo Bee Luang     |                          |
| 1975  | Sally Tan                |                          |
| 1976  | Linda Tham               |                          |
| 1977  | Marilyn Sim Choon May    |                          |
| 1978  | Annie Lee Mei Ling       |                          |
| 1979  | Elaine Tan Kim Lian      |                          |
| 1980  | Ann Chua Ai Choo         |                          |
| 1981  | Florence Tan             |                          |
| 1982  | Telma Judicia Mary Nonis |                          |
| 1983  | Kathie Lee Lee Beng      | 8th position             |
| 1984  | Violet Lee Hui-Min       |                          |
| 1985  | Lyana Chiok              |                          |
| 1986  | Farah Lange              |                          |
| 1987  | Marion Nicole Teo        | 8th position             |
| 1988  | Audrey Ann Tay           |                          |
| 1989  | Pauline Chong            |                          |
| 1990  | Ong Lay Ling             |                          |
| 1991  | Eileen Yeow Yin Yin      | (20th in preliminaries)  |
| 1992  | Cori Teo                 |                          |
| 1993  | Rena Ramiah Devi         | (30th in preliminaries)  |
| 1994  | Paulyn Sun               | (38th in preliminaries)  |
| 1995  | Tun Neesa Abdullah       | (25th in preliminaries)  |
| 1996  | Angeline Putt            | (53 rd in preliminaries) |
| 1997  | Tricia Tan Siew Siew     | (50th in preliminaries)  |
| 1998  | Alice Lim Poh Choo       |                          |
| 1999  | Cheryl Marie Cordeiro 1  |                          |
| 2000  | Eunice Elizabeth Olsen   |                          |
| 2001  | Jaime Teo                |                          |
| 2002  | Nuraliza Osman           |                          |
| 2003  | Bernice Wong Chea Mei    |                          |
| 2004  | Sandy Chua Khang Ein     |                          |
| 2005  | Cheryl Tay               |                          |
| 2006  | Carol Cheong Yim Foon    |                          |
| 2007  | Jessica Tan Yue Chang    |                          |
| 2008  | Shenise Wong Yan Yi      |                          |
| 2009  | Rachel Janice Kum        |                          |
| 2010  | Tania Lim Kim Suan       |                          |
| 2011  | Valerie Lim Shu Xian     |                          |
| 2019  | Mohana Prabha            |                          |
| 2020  | Bernadette Ong           |                          |
| 2021  | Nandita Banna            | Top 16                   |
| 2022  | Carissa Yap              |                          |
| 2023  | Priyanka Annuncia        |                          |
| 2024  | Charlotte Chia           |                          |